# Гладинюк Григорій Пантелеймонович
Григо́рій Пантелеймо́нович Гладиню́к (10 (22) січня 1833, Базалія — 7 (20) серпня 1911, П'ятигорськ) — київський купець 1-ї гільдії, підприємець та доброчинець.

## Біографія
Народився 10 (22 січня) 1833 року в містечку Базалії Староконстантинівського повіту Волинської губернії (нині смт Хмельницької області) в родині селянина-кріпака княгині Яблонської. Після звільнення з кріпосної залежності працював підсобним робітником, кухарем, з 1871 року — старшим кухарем у київському готелі «Європа». У 1878 році взяв внайми готель «Велика Національна» на розі Хрещатику і Бессарабской площі. Через п'ять років успішного підприємництва він зміг придбати велику ділянку з будівлями на розі Фундуклеївської і Ново-Єлизаветської вулиць. У тій частині садиби, що виходила на Фундуклеївську, 8, побудував за проектом архітектора В. М. Ніколаєва триповерхову будівлю власного готелю («Готель Гладинюка»). Був ініціатором і учасником багатьох доброчинних акцій. У 1898 році купив у власника Базалійського маєтку графа Ледоховського понад два гектари землі й побудував комплекс приміщень для сільської дільничної лікарні. Витративши на будівництво понад 47 тисяч рублів і забезпечивши лікувальний заклад капіталом на майбутнє, Григорій Пантелеймонович передав лікарню як дар у громадське користування. Там же, у Базалії, він заснував парафіяльну школу.
Пожертвував свою садибу в Києві для влаштування міської лікарні. Від 1902 року був почесним попечителем 4-ї київської гімназії. Брав участь у роботі Київського училища сліпих. Заповів 60 тисяч рублів на створення дитячого притулку-ясел.
Помер 7 (20 серпня) 1911 року, перебуваючи на лікуванні в місті П'ятигорську. Його тіло було перевезене до Києва й поховане на Байковому цвинтарі. У січні 1915 року Київська міська дума встановила на могилі Григорія Гладинюка пам'ятник з блакитного мармуру. Проте до наших днів ні пам'ятник, ні сама могила не збереглися. За свідченням історика, професора Квітницького-Рижова, в 1967 році на цьому місці поховали поета Павла Тичину.

Лікарня Гладинюка